# 6700 Kubišová
6700 Kubišová là một tiểu hành tinh vành đai chính với chu kỳ quỹ đạo là 1556.0746409 ngày (4.26 năm).
Nó được phát hiện ngày 12 tháng 1 năm 1988.